# نهر مهروت
نهر مهروت جدول مائي متفرع من نهر ديالى يبدأ من سدة الصدور في ناحية المنصورية، طوله مائة كيلومتر يتفرع منه 250 نهراً صغيراً وكبيراً،[بحاجة لمصدر أفضل] منها نهر خريسان، يمرّ نهرُ مهروت فوق مدينةَ المقدادية ثم ينحدر غربيّ المقدادية. يُتخذ النهرُ لماء الشرب ولسقي البساتين.